# Atanatar II
Atanatar II är en fiktiv figur i J.R.R. Tolkiens trilogi Ringarnas herre. Han föddes år 997 i tredje åldern och efterträdde 1149 sin far Hyarmendacil I som den sextonde konungen av Gondor. Han regerade till och med 1226 i tredje åldern, då han efterträddes av sin son Narmacil I. Han var en av de rikaste av Gondors kungar, och hans rikedom var så stor att Gondors historiker påpekade att "I Gondor är värdefulla stenar bara kulor för barnen att leka med".
Han var känd som Atanatar II Alcarin, som är quenya och betyder "ärorik". Atanatars gärningar var emellertid inte så ärorika som hans smeknamn antyder. Han gjorde inga försök att utvidga riket eller stadfästa makten, och det var därför som vaksamheten gentemot det onda grannlandet Mordor försummades. Därför fick hans regeringstid ses som början på Gondors långvariga nedgång innan Ringens krig. Denna nedgång skulle inte komma att brytas förrän Elessar Telcontar ("Alvsten Vidstige", mer känd som Aragorn) fick makten år 1 i fjärde åldern.